# 25954 Trantow
25954 Trantow este o planetă minoră (asteroid), cu un diametru de 2,511 km, din centura de asteroizi. A fost descoperită pe 19 martie 2001 la Stația Anderson Mesa de Lowell Observatory Near-Earth-Object Search. 
Obiectul prezintă o orbită caracterizată de o semiaxă mare de 2,2232103 UAi, o excentricitate de 0,17, o înclinație de 4,9033 ° în raport cu ecliptica.